# Polské království (1916–1918)
Polské království (německy Königreich Polen, polsky Królestwo Polskie), neoficiálně Regentské království polské (německy Regentschaftskönigreich Polen, polsky Regencyjne Królestwo Polskie) a také někdy nazývané První polská republika (polsky Pierwsza Rzeczpospolita) byl satelitní stát vytvořený 5. listopadu 1916 na dobytých územích Ruského impéria obývaných převážně polským obyvatelstvem. Protichůdné názory a zájmy rakouských, polských, ukrajinských a litevských stran znemožnily vytvořit fungující stát. Nový polský král nebyl nikdy zvolen, místo něj vládla trojčlenná regentská rada. Stát zanikl 11. listopadu 1918, kdy byla vyhlášena druhá polská republika.

## Předcházející události

### Německé zájmy
V roce 1914 přišel německý kancléř Theobald von Bethmann-Hollweg s návrhem, jak bránit východní hranici Německa proti ruské agresi a zamezit zvyšování počtu polského obyvatelstva v říši. Na bývalých ruských územích obývaných převážně Poláky měl být vytvořen nový polský stát, do kterého by byli přesídleni i Poláci žijící na území Německa. Návrh byl schválen na začátku první světové války německým císařem Vilémem II. Pruským. Na bývalých ruských územích tak měl vzniknout loutkový polský stát, ve kterém by byla ekonomika, doprava a armáda plně v rukou Němců.
V prvním roce války proti Rusku slavily německé síly velké úspěchy a obsadily celé území bývalého Kongresového Polska a v roce 1915 si Němci s Rakušany rozdělili správu území. Severní část území s hlavním městem ve Varšavě spadla pod sféru vlivu Německa, jih s centrem v Lublinu byl pod vlivem Rakouska-Uherska. V následujícím roce generál Hans Hartwig von Beseler v několika memorandech navrhl vznik nezávislého polského království. Stal se však naprostý opak a začalo docházet k anexi jednotlivých polských území k Německu, Rakousku či k loutkovému Litevskému království. Dělení bylo ukončeno až na přímý zásah Gerharda von Mutius.

### Rakousko-uherské zájmy
Rakušané měli tři rozdílné plány, jak naložit s Poláky obývaným územím. První tzv. rakousko-polské řešení počítalo s vytvořením nezávislého Polského království, které by bylo personální unií spojené s Rakouskem. Avšak Němci a Maďaři rakousko-polské řešení striktně odmítali, protože se báli vytvoření čistě slovanského státního celku v rámci Rakouska-Uherska. Také císař František Josef I. byl proti, ale jeho nástupce od roku 1916 Karel I. se stavěl k návrhu mnohem pozitivněji. Druhým a třetím řešením bylo rozdělení polského území buď mezi Rakousko a Německo, či mezi Rakousko a Litevské království. Rakousko ale velmi podcenilo německé plány na vytvoření polského státu. Zamýšlené Polské království vedené Němci by obklopovalo rakouskou Halič, která byla převážně osídlena Poláky. Nově vzniklý stát by mohl znamenat pro Rakušany velké nepokoje v řadách rakouských Poláků nebo dokonce ztrátu celého území. Rakušané tak nakonec dali přednost vytvoření vlastního loutkového Polského království.

## Vznik
Vyhlášení Polského království začalo dostávat pevnější obrysy až po porážce Němců v bitvě u Verdunu a rakouských neúspěších v bojích s Itálií. Od vytvoření polského státu a posléze nové polské armády podléhající velení Centrálních mocností si Němci a Rakušané slibovali zacelení ran, které v uplynulých bojích obě armády utrpěly. Generál Hans Hartwig von Beseler zajistil podporu Poláků v Rakousku a příznivců generála Piłsudského. Polští národní demokraté, kteří sídlili v Paříži, ale odmítli s Centrálními mocnostmi spolupracovat. Dne 5. listopadu 1916 byla podepsána tzv. Listina 5. listopadu, která zpečetila vznik Polského království. Poprvé od roku 1831 byla na královském hradě ve Varšavě vyvěšena polská vlajka. Rakouský generál Karl Kuk podnikl stejné kroky jako jeho kolega ve Varšavě a v Lublinu a Polské království tak vzniklo i v rakouské okupační zóně.
Dne 14. ledna 1917 vznikla Národní rada fungující jako prozatímní vláda, složená z patnácti členů vybraných rakouskou a německou správou. Do čela státu se postavil Waclaw Niemojowski a jeho zástupcem se stal Józef Mikułowski-Pomorski. Velení polské armády převzali Franciszek Pius Radziwiłł a Józef Piłsudski. Rada vyhlásila jako státní zřízení království a dostala plnou kontrolu nad soudy, vzděláváním a propagandou. To se ale zdálo polským studentům málo a 3. dubna 1917 zorganizovali stávku, která vyústila v dočasné uzavření polských vysokých škol.

### Krize přísahy
V prosinci 1917 vstoupily do Varšavy Polské legie vedené Stanisławem Szeptyckim, aby vytvořily jádro nově vznikající polské armády. Velitel armády generál Piłsudski ale byl zklamaný z vývoje v Polsku, které zdaleka nedosáhlo úplné nezávislosti, a tak začal hledat podporu u dohodových států. Navíc německá okupační správa požadovala od polských legií přísahu poslušnosti a věrnosti německému císaři Vilému II. Inspirovány generálem Piłsudským odmítla 1. a 3. brigáda složit přísahu. Nastala velká politická krize, která byla zakončena transportem polských vojáků do německých zajateckých táborů. Sám Piłsudski a jeho podřízený Kazimierz Sosnkowski byli uvězněni v německé pevnosti Magdeburg. Krize vyústila k rezignaci hlavy státu Waclawa Niemojowského a nakonec v rozpuštění Národní rady dne 25. srpna 1917.

## Regentství

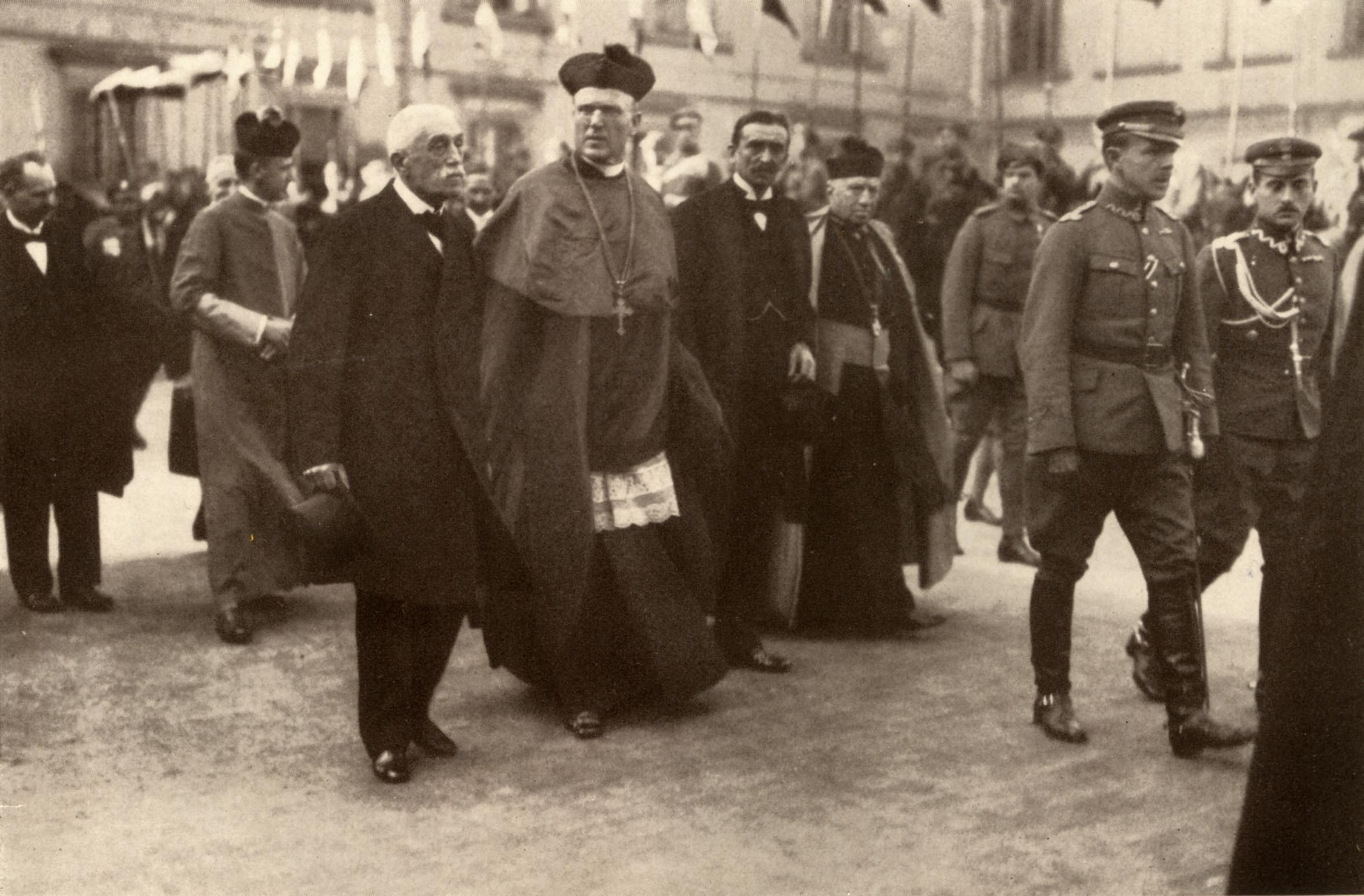
Trojice regentů v roce 1916

Moci ve státu se následně ujal tzv. Dočasný výbor prozatímní rady státu. Byla vytvořena dočasná ústava, která určila Polsko jako monarchii s dvoukomorovým parlamentem. Před volbou krále byla utvořena Regentská rada, která měla vykonávat roli parlamentu. Členy rady neboli regenty byly tyto osoby:
- Aleksander Kakowski, arcibiskup varšavský
- Zdzisław Lubomirski, šlechtic, který v letech 1916–1917 působil jako starosta Varšavy
- Józef Ostrowski, statkář, bývalý polský politik v ruské Dumě

Regentská rada začala oficiálně fungovat od 15. října 1917, ale faktická moc i tak zůstala v německých rukou, a to především generála Otty von Steinmeister. V březnu 1918 rozhodl německý parlament, že v německých loutkových státech musí přejít správa území z armády na místní obyvatelstvo. Nařízení se týkalo Polského království, Litevského království a baltského Vévodství Kuronsko a Zemgalsko. Německá správa v Polsku se ale odmítla podřídit nařízení a k předání moci do polských rukou nikdy nedošlo. Po Krizi přísahy neměly odvody do polské armády žádnou podporu, a tak výsledky byly mizivé. Armádu tvořilo necelých 5 000 mužů. K posílení došlo až v květnu 1918 s příchodem jednotek generála Dowbór-Muśnického, které sloužily v carské armádě. V srpnu 1918 byli ze zajateckých táborů propuštěni vojáci uvěznění během Krize přísahy.
Největší událostí regentství byl příjezd vatikánského velvyslance Achille Ratti v srpnu 1918. Později se stal Ratti arcibiskupem naupaktským a apoštolským nunciem pro celé Polsko. Achille Ratti byl spolu s britským velvyslancem jedinými zahraničními diplomaty, kteří při obležení Varšavy Rudou armádou v roce 1920 neopustili město (více Bitva u Varšavy). Po odvolání z Polska v roce 1921 byl jmenován arcibiskupem milánským. V roce 1922 byl zvolen papežem a přijal jméno Pius XI.

### Konec regentství
Po neúspěšné německé ofenzívě na jaře 1918 bylo jasné, že Německo válku na západní frontě nevyhraje. Generál Erich Ludendorff musel pod tíhou porážky přistoupit na tzv. Čtrnáct bodů prezidenta Wilsona, kde se ve 13. bodu zavazuje k zřízení nezávislého Polska s přístupem k moři. Dne 3. října Německo přijalo všech čtrnáct bodů a zavázalo se rozpustit vojenskou správu na okupovaných územích. O tři dny později regentství taktéž přijalo Wilsonovy body jako základ pro vytvoření nezávislého polského státu. Regentská rada oficiálně 7. října 1918 deklarovala nezávislost Polska.
Bývalá rakouská okupační zóna s centrem v Lublinu udělala totéž a vyhlásila tzv. Polskou lidovou republiku. Do jejího čela se postavil bývalý polský poslanec v rakouském parlamentě Ignacy Daszyński a hlavou armády se stal maršál Edward Rydz-Śmigły. Lublinská vláda vyhlásila radikální sociální reformy, které byly pro vládu ve Varšavě zcela nepřijatelné. V nastalé krizi začaly varšavské síly upínat své naděje ke generálu Piłsudskému, který byl v celém Polsku velkou autoritou. Piłsudski byl ale stále držen v německém zajetí v Magdeburgu a jeho propuštění bylo dojednáno až přes diplomata a umělce Harryho Kesslera. Generál Piłsudski tak dorazil do Varšavy 10. listopadu 1918. Den nato podepsali Němci příměří a německé jednotky ve Varšavě se nechaly dobrovolně odzbrojit. Jak regentství, tak vláda Polské lidové republiky předaly veškerou moc do rukou Piłsudskému jako dočasnému vůdci země a samy se dobrovolně rozpustily. Józef Piłsudski převzal vojenskou moc z rukou Regentské rady ve Varšavě 14. listopadu 1918, což bylo oficiální ukončení existence regentství.

## Vláda

### Kandidáti na trůn

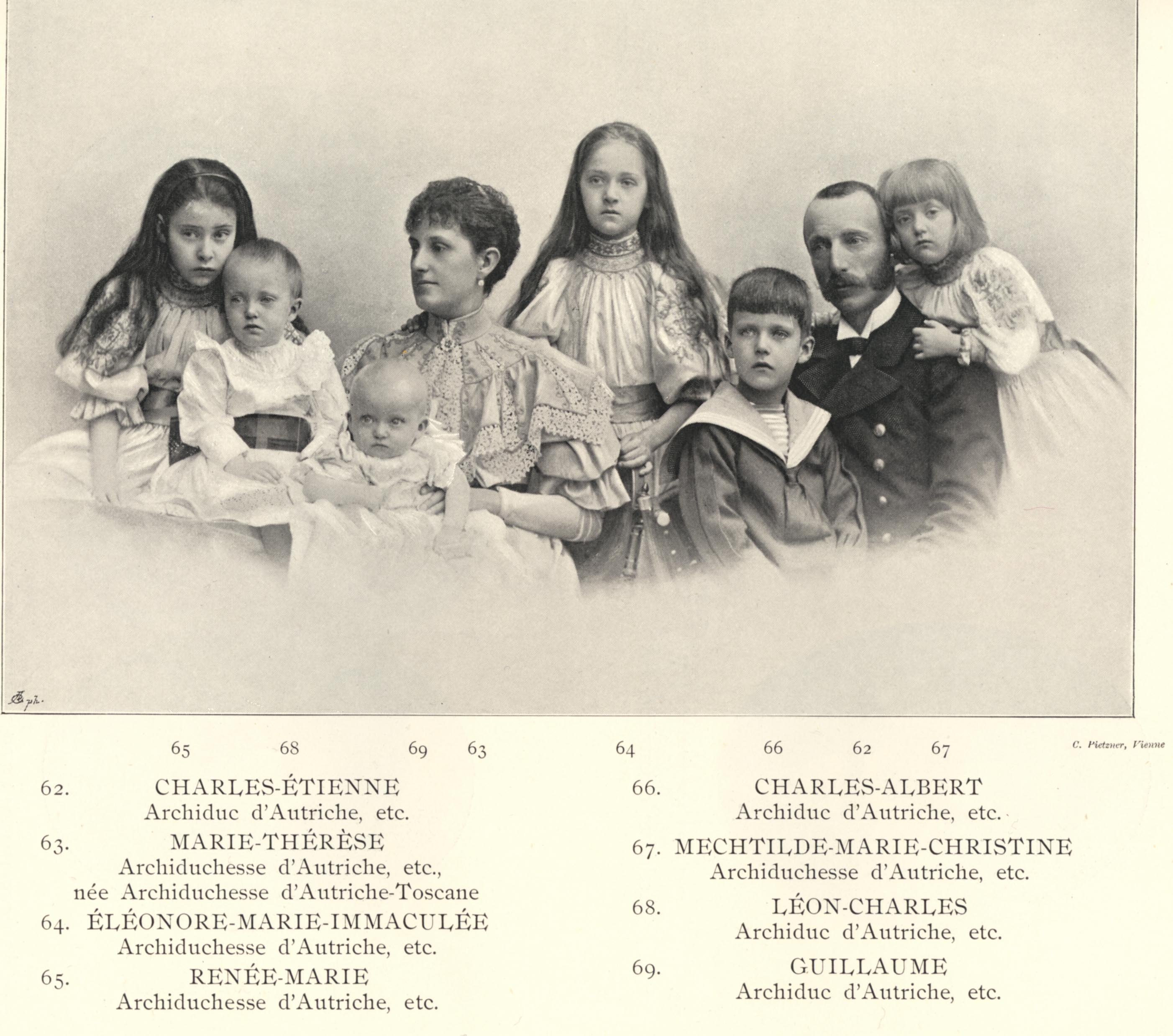
Arcivévoda Karel Štěpán s rodinou.

Potenciální kandidát na trůn byl rakouský arcivévoda Karel Štěpán (popř. jeho syn Karel Albrecht), který žil v Żywieci v rakouské Haliči a mluvil plynně polsky. Navíc dvě z jeho dcer byly provdány za polské šlechtice. Jeho mladší syn Vilém byl možný kandidát jako král Ukrajiny.
Nevýhodou pro Karla Štěpána bylo, že jako člen rakouského císařského rodu potřeboval svolení císaře Karla I., aby se mohl ucházet o cizí trůn a nepřišel o své členství v dynastii. To se nelíbilo jak německému velení tak samotnému císaři Karlovi I., který plánoval obsadit trůn pro sebe. Zmíněné rakousko-polské řešení by tak nakonec dopadlo tak, že by se císař Karel I. stal polským králem a k Polskému království by bylo připojeno území Haliče obývané Poláky. Však i toto řešení se nelíbilo německé straně a navíc také maďarským představitelům.
Další možní kandidáti na prázdný trůn byli z katolického Bavorska a Saska. Bavorsko navrhovalo prince Leopolda, který byl vojenským velitelem na východní frontě a Sasko navrhovalo prince Fridricha Kristiána, druhorozeného syna saského krále Fridricha Augusta III., především díky historickým vazbám na polsko-litevský stát (tři z jeho předků byli polskými králi).

### Premiéři
- 21. 11. 1917 – 27. 2. 1918 – Jan Kucharzewski
- 27. 2. 1918 – 3. 4. 1918 – Antoni Ponikowski
- 4. 4. 1918 – 23. 10. 1918 – Jan Kanty Steczkowski
- 23. 10. 1918 – 5. 11. 1918 – Józef Świeżyński
- 5. 11. 1918 – 11. 11. 1918 – Władysław Wróblewski

## Územní rozdělení

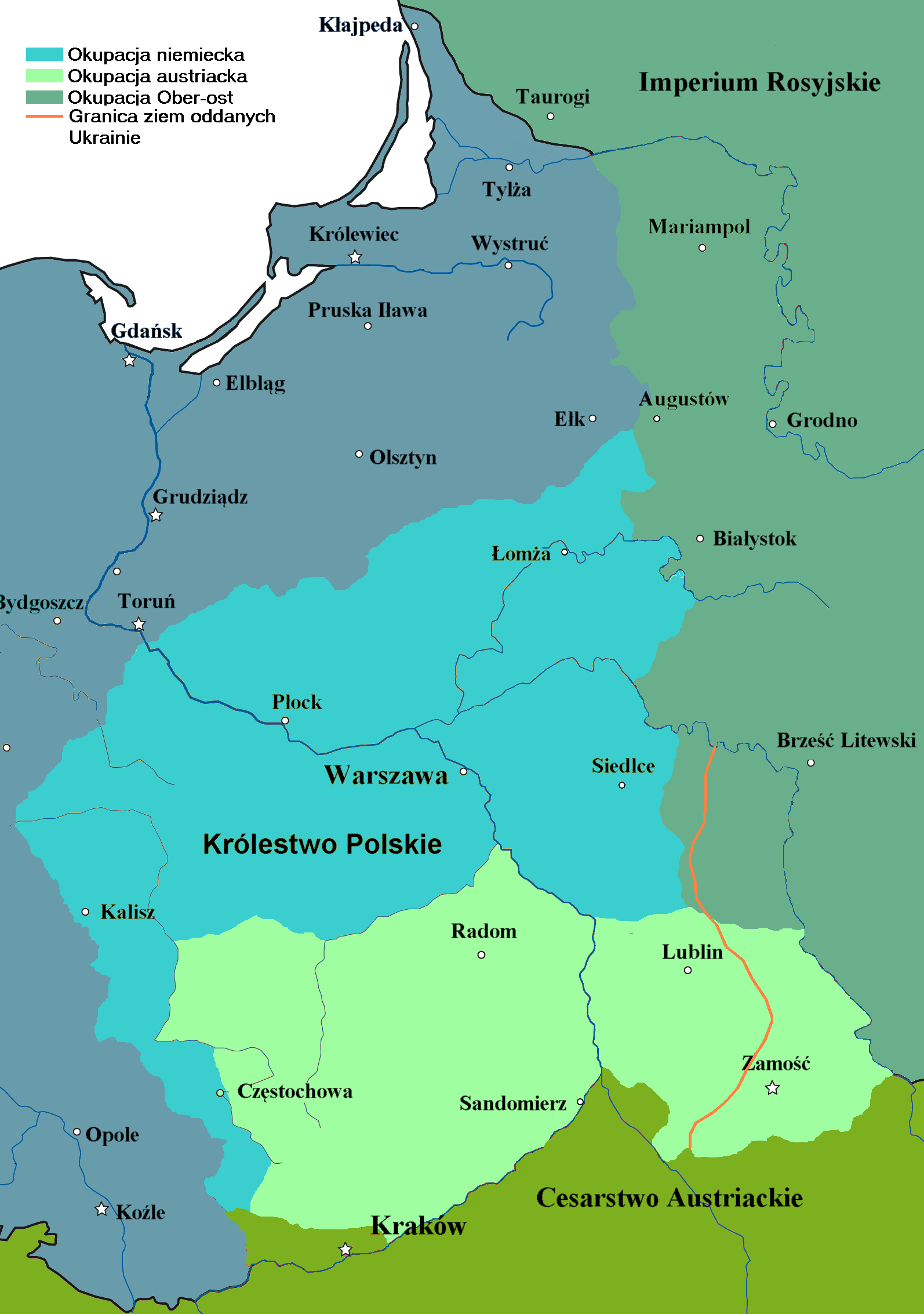
Území neurčité, Generální gouvernement Varšava, Generální gouvernement Lublin

Území nebylo stálé, záleželo na vývoji frontové linie. Království se dělilo na dva tzv. generální gouvernementy:

- Generální gouvernement Varšava (něm. Generalgouvernement Warschau, pol. Generalne gubernatorstwo Warszawskie) – pod německou správou.
- Generální gouvernement Lublin (něm. Generalgouvernement Lublin, pol. Generalne gubernatorstwo Lubelskie) – pod rakousko-uherskou správou.

Z původních administrativních jednotek gubernií byl odvozen a použit název Gouvernement/Gubernatorstwo. Během Polského království během 1. světové války byly vyhlášeny dva generální gouvernementy, protože byly pod faktickou vládou německých a rakousko-uherských generálů. Název „generální gouvernement“ převzal později, zřejmě z důvodu domnělé kontinuity, Adolf Hitler, když po začátku druhé světové války vyhlásil na dobytých polských územích Generalgouvernement für die besetzten polnischen Gebiete (v platnosti od 12. 10. 1939).